# Marie Pia Neapolsko-Sicilská
Marie Pia Neapolsko-Sicilská (2. srpna 1849 – 29. září 1882), princezna Bourbon-Obojí Sicílie a jako manželka Roberta I. Parmského titulární parmská vévodkyně. Narodila se jako dcera Ferdinanda II. Neapolsko-Sicilského a Marie Terezie Izabely Rakouské. Po sjednocení Itálie v roce 1861 byla Marie Pia se zbytkem své rodiny nucena odejít do exilu.

## Manželství a potomci
Marie Pia se 5. dubna 1869 v Římě provdala za vévodu Parmy a Piacenzy v exilu, Roberta I. Parmského, který byl synem Karla III. Parmského a Luisy Marie Terezy Bourbonské. Marie Pia a Robert spolu měli dvanáct dětí, z nichž šest bylo mentálně postižených:
| Jméno                                           | Narození          | Úmrtí              | Poznámky |
| ----------------------------------------------- | ----------------- | ------------------ | --- |
| Princezna Marie Luisa Bourbonsko-Parmská        | 17. ledna 1870    | 31. ledna 1899     | Provdala se za Ferdinanda I. Bulharského, s nímž měla děti. |
| Princ Ferdinand                                 | 5. března 1871    | 14. dubna 1871     | Zemřel v dětství. |
| Princezna Luisa Marie                           | 24. března 1872   | 22. června 1943    | Byla mentálně postižená. |
| Princ Jindřich Parmský (Enrico), parmský vévoda | 13. června 1873   | 16. listopadu 1939 | Titulární parmský vévoda v letech 1907-1939. Byl mentálně postižený a po otcově smrti byl hlavou rodiny jeho bratr Eliáš, ačkoli Jindřich byl nadále považován za parmského vévodu. Titul si udržel až do své smrti. |
| Princezna Maria Imakuláta                       | 21. července 1874 | 16. května 1914    | Byla mentálně postižená. |
| Princ Josef Parmský (Giuseppe), parmský vévoda  | 30. června 1875   | 7. ledna 1950      | Titulární parmský vévoda v letech 1939-1950. Byl také mentálně postižený. Jeho bratr Eliáš byl nadále hlavou rodiny.                                                                                                 |
| Princezna Marie Tereza                          | 15. října 1876    | 25. ledna 1959     | Byla mentálně postižená. |
| Princezna Marie Pia                             | 9. října 1877     | 29. ledna 1915     | Byla mentálně postižená. |
| Princezna Beatrix                               | 9. ledna 1879     | 11. březen 1946    | Provdala se za Pietra Lucchesi-Palliho (vnuk Marie Karolíny Neapolsko-Sicilské a jejího druhého manžela), s nímž měla děti.                                                                                          |
| Princ Eliáš Parmský, parmský vévoda             | 23. července 1880 | 27. června 1959    | Hlava parmské vévodské rodiny a titulární vévoda. Oženil se s Marií Annou Rakouskou, s níž měl děti. |
| Princezna Marie Anastázie                       | 25. srpna 1881    | 7. září 1881       | Zemřela v dětství. |
| Princ August (nebo princezna Augusta)           | 22. září 1882     | 22. září 1882      | (mrtvě narozené dítě). Marie Pia zemřela při porodu tohoto dítěte. |

## Pozdější život
Marie Pia zemřela při porodu a byla pohřbena ve Villa Borbone poblíž Viareggia. Po její smrti se Robert I. v roce 1884 znovu oženil. Vzal si Marii Antonii Portugalskou, dceru Michala I. Portugalského a Adelaidy Löwenstein-Wertheim-Rosenberg. Druhá manželka mu porodila dalších dvanáct dětí.

## Vývod z předků
|                              |                                     |  |                               |                                    |  |  |  |  |  |  |  | Karel III. Španělský |
|                              |                                     |  |                               |                                    |  |  |  |  |  |  |  |                      |
|                              | Ferdinand I. Neapolsko-Sicilský     |  |                               |                                    |  |  |  |  |  |  |  |                      |
|                              |                                     |  |                               |                                    |  |  |  |  |  |  |  |                      |
|                              |                                     |  |                               | Marie Amálie Saská                 |  |  |  |  |  |  |  |                      |
|                              |                                     |  |                               |                                    |  |  |  |  |  |  |  |                      |
|                              | František I. Neapolsko-Sicilský     |  |                               |                                    |  |  |  |  |  |  |  |                      |
|                              |                                     |  |                               |                                    |  |  |  |  |  |  |  |                      |
|                              |                                     |  |                               | František I. Štěpán Lotrinský      |  |  |  |  |  |  |  |                      |
|                              |                                     |  |                               |                                    |  |  |  |  |  |  |  |                      |
|                              | Marie Karolína Habsbursko-Lotrinská |  |                               |                                    |  |  |  |  |  |  |  |                      |
|                              |                                     |  |                               |                                    |  |  |  |  |  |  |  |                      |
|                              |                                     |  |                               | Marie Terezie                      |  |  |  |  |  |  |  |                      |
|                              |                                     |  |                               |                                    |  |  |  |  |  |  |  |                      |
|                              | Ferdinand II. Neapolsko-Sicilský    |  |                               |                                    |  |  |  |  |  |  |  |                      |
|                              |                                     |  |                               |                                    |  |  |  |  |  |  |  |                      |
|                              |                                     |  |                               | Karel III. Španělský               |  |  |  |  |  |  |  |                      |
|                              |                                     |  |                               |                                    |  |  |  |  |  |  |  |                      |
|                              | Karel IV. Španělský                 |  |                               |                                    |  |  |  |  |  |  |  |                      |
|                              |                                     |  |                               |                                    |  |  |  |  |  |  |  |                      |
|                              |                                     |  |                               | Marie Amálie Saská                 |  |  |  |  |  |  |  |                      |
|                              |                                     |  |                               |                                    |  |  |  |  |  |  |  |                      |
|                              | Marie Isabela Španělská             |  |                               |                                    |  |  |  |  |  |  |  |                      |
|                              |                                     |  |                               |                                    |  |  |  |  |  |  |  |                      |
|                              |                                     |  |                               | Filip Parmský                      |  |  |  |  |  |  |  |                      |
|                              |                                     |  |                               |                                    |  |  |  |  |  |  |  |                      |
|                              | Marie Luisa Parmská                 |  |                               |                                    |  |  |  |  |  |  |  |                      |
|                              |                                     |  |                               |                                    |  |  |  |  |  |  |  |                      |
|                              |                                     |  |                               | Luisa Alžběta Francouzská          |  |  |  |  |  |  |  |                      |
|                              |                                     |  |                               |                                    |  |  |  |  |  |  |  |                      |
| Marie Pia Neapolsko-Sicilská |                                     |  |                               |                                    |  |  |  |  |  |  |  |                      |
|                              |                                     |  |                               |                                    |  |  |  |  |  |  |  |                      |
|                              |                                     |  | František I. Štěpán Lotrinský |                                    |  |  |  |  |  |  |  |                      |
|                              |                                     |  |                               |                                    |  |  |  |  |  |  |  |                      |
|                              | Leopold II.                         |  |                               |                                    |  |  |  |  |  |  |  |                      |
|                              |                                     |  |                               |                                    |  |  |  |  |  |  |  |                      |
|                              |                                     |  |                               | Marie Terezie                      |  |  |  |  |  |  |  |                      |
|                              |                                     |  |                               |                                    |  |  |  |  |  |  |  |                      |
|                              | Karel Ludvík Rakousko-Těšínský      |  |                               |                                    |  |  |  |  |  |  |  |                      |
|                              |                                     |  |                               |                                    |  |  |  |  |  |  |  |                      |
|                              |                                     |  |                               | Karel III. Španělský               |  |  |  |  |  |  |  |                      |
|                              |                                     |  |                               |                                    |  |  |  |  |  |  |  |                      |
|                              | Marie Ludovika Španělská            |  |                               |                                    |  |  |  |  |  |  |  |                      |
|                              |                                     |  |                               |                                    |  |  |  |  |  |  |  |                      |
|                              |                                     |  |                               | Marie Amálie Saská                 |  |  |  |  |  |  |  |                      |
|                              |                                     |  |                               |                                    |  |  |  |  |  |  |  |                      |
|                              | Marie Terezie Izabela Rakouská      |  |                               |                                    |  |  |  |  |  |  |  |                      |
|                              |                                     |  |                               |                                    |  |  |  |  |  |  |  |                      |
|                              |                                     |  |                               | Karel Kristián Nasavsko-Weilburský |  |  |  |  |  |  |  |                      |
|                              |                                     |  |                               |                                    |  |  |  |  |  |  |  |                      |
|                              | Fridrich Vilém Nasavsko-Weilburský  |  |                               |                                    |  |  |  |  |  |  |  |                      |
|                              |                                     |  |                               |                                    |  |  |  |  |  |  |  |                      |
|                              |                                     |  |                               | Karolína Oranžsko-Nasavská         |  |  |  |  |  |  |  |                      |
|                              |                                     |  |                               |                                    |  |  |  |  |  |  |  |                      |
|                              | Jindřiška Nasavsko-Weilburská       |  |                               |                                    |  |  |  |  |  |  |  |                      |
|                              |                                     |  |                               |                                    |  |  |  |  |  |  |  |                      |
|                              |                                     |  |                               | Jiří z Kirchbergu                  |  |  |  |  |  |  |  |                      |
|                              |                                     |  |                               |                                    |  |  |  |  |  |  |  |                      |
|                              | Luisa Isabela z Kirchbergu          |  |                               |                                    |  |  |  |  |  |  |  |                      |
|                              |                                     |  |                               |                                    |  |  |  |  |  |  |  |                      |
|                              |                                     |  |                               | Alžběta Augusta Reuss Greiz        |  |  |  |  |  |  |  |                      |
|                              |                                     |  |                               |                                    |  |  |  |  |  |  |  |                      |